# Sully – Morland
Sully – Morland – stacja linii 7 metra w Paryżu, położona w 4. dzielnicy.

## Stacja
Stacja została otwarta w 1930 roku pod nazwą Pont Sully. Posiada jednonawową halę peronową z dwoma peronami bocznymi.
Dwuczłonowa nazwa stacji pochodzi od pobliskich ulic – Rue de Sully i Boulevard Morland. Pierwsza z nich upamiętnia Maximiliena de Béthune de Sully, barona Rosny, przyjaciela i ministra Henryka IV. Druga nosi imię François Louis de Morlan, zwanego Morland, pułkownika zabitego w bitwie pod Austerlitz.
Za stacją, biegnąc z północnego zachodu, linia 7 skręca pod kątem 90° i przebiega pod Sekwaną, pokonując nachylenie pod kątem 40‰.

## Przesiadki
Stacja umożliwia przesiadki na autobusy dzienne RATP.

## Otoczenie
W pobliżu stacji znajdują się:
- biuro urbanistyczne Paryża
- Bibliothèque de l'Arsenal
- Pavillon de l'Arsenal
- prefektura Paryża
- skwer Henri-Galli
- skwer Barye